# Association européenne des chefs d'établissement scolaires
 (octobre 2018).
L'Association européenne des chefs d'établissement scolaires (European School Heads Association ou ESHA en anglais) est une association regroupant les personnels de direction des écoles primaires et secondaires des pays d'Europe.
L'ESHA est fondée en 1988 à Maastricht en marge d'une conférence sur « l'éducation des Européens de demain ».
Parmi ses objectifs figurent la mise en commun des expériences pédagogiques, de favoriser des relations entre établissements scolaires de pays européens et, pour les pays membres de l'Union européenne, suivre l'évolution des politiques de l'Union en matière d'éducation.
L'ESHA France est domiciliée au Lycée Jacques-Decour à Paris.